# منزل دوبويسون نيوهوف
منزل دوبويسون نيوهوف Dubuisson-Neuhoff هو منزل تاريخي في فورست هيلز في ولاية تينيسي في الولايات المتحدة.
اشترى جون إتش دوبويسون ودوروثي نيوهوف الأرض في عام 1938  وبنى المنزل في عام 1939، وصمم على الطراز الدولي.  وكان منزل والد دوروثي، هنري نيوهوف [الإنجليزية]، وهو رجل أعمال ألماني المولد أسس شركة نيوهوف للتغليف، وهي شركة لتعليب اللحوم، وشارك في تأسيس البنك الألماني الأمريكي في ناشفيل. 
تم إدراج المنزل في السجل الوطني للأماكن التاريخية منذ 27 أكتوبر 2003. 